# Dan Shechtman
Dan Shechtman, în ebraică דן שכטמן, (n. 24 ianuarie 1941, Tel Aviv, Palestina sub mandat britanic) este un inginer israelian, cercetător al materiei, profesor cercetător la Technion, Haifa, laureat al Premiului Nobel pentru Chimie în 2011 pentru descoperirea cvasicristalelor.
Un cvasicristal este constituit din atomi și molecule dispuse într-o structură doar aparent regulată, în realitate ea fiind aperiodică.